# Facebook
Facebook is een Amerikaans online sociaalnetwerksite van het bedrijf Meta, dat eerder zelf Facebook heette. Facebook is toegankelijk vanaf apparaten met internetverbinding, zoals pc's, tablets en smartphones. Na registratie kunnen gebruikers een profiel aanmaken met informatie over zichzelf. Ze kunnen dingen zoals tekst, foto's, filmpjes en GIF's plaatsen die worden gedeeld met andere gebruikers die ermee hebben ingestemd hun "vriend" te zijn, of, met andere privacyinstellingen, met elke lezer of met niemand. "Vriendschap" is wederzijds, en komt tot stand doordat de een de ander een vriendschapsverzoek stuurt, en de ander dat accepteert. Vriendschap op Facebook kan eenzijdig verbroken worden. Iemand kan maximaal 5000 Facebook-vrienden hebben.
Gebruikers kunnen ook verschillende ingebedde applicaties gebruiken, lid worden van groepen met gemeenschappelijke interesses, items of diensten kopen en verkopen op Facebook's marktplaats en meldingen ontvangen over de activiteiten van hun Facebook-vrienden en activiteiten op Facebook-pagina's die ze volgen. Facebook telde in december 2020 zo'n 2,8 miljard maandelijkse actieve gebruikers en was wereldwijd de meest gedownloade mobiele app van de jaren 2010.
Facebook en moederbedrijf Meta zijn onderworpen aan uitgebreide media-aandacht en controverses – vaak met betrekking tot de privacy van gebruikers (zoals bij het Cambridge Analytica-dataschandaal), politieke manipulatie (zoals al dan niet vermeend bij de Amerikaanse verkiezingen van 2016), psychologische effecten zoals verslaving en een laag zelfbeeld, en omstreden inhoud zoals nepnieuws, complottheorieën, inbreuk op het auteursrecht en aanzetten tot haat. Commentatoren beschuldigen Meta van het vrijwillig vergemakkelijken van de verspreiding van dergelijke inhoud.
De Verordening digitale diensten beschouwt Facebook als een zeer groot onlineplatform, en legt bijhorende verplichtingen op.

## Geschiedenis
De oprichters beperkten het lidmaatschap van Facebook aanvankelijk tot Harvard-studenten. Het lidmaatschap werd hierna eerst uitgebreid naar Columbia, Stanford en Yale en vervolgens ook uitgebreid naar de rest van de Ivy League, MIT en naar instellingen voor hoger onderwijs in de omgeving van Boston. Vervolgens ging het naar verschillende andere universiteiten en ten slotte naar middelbare scholieren.

### Ontstaan
Voordat Mark Zuckerberg Facebook oprichtte, was hij een tweedejaarsstudent in Psychologie aan het Harvard College. Hij had al meerdere sociale media-websites ontworpen voor zijn medestudenten, zoals facemash.com dat slechts enkele dagen bestond maar in die korte tijd zeer populair werd. Zuckerberg werd er door het universiteitsbestuur van beschuldigd met deze site de privacy van anderen te schenden en de regels te overtreden, maar hij werd uiteindelijk niet vervolgd.
In januari 2004 ontwierp Zuckerberg een code voor een nieuwe, met Facemash vergelijkbare website. Facebook ontstond daadwerkelijk op 4 februari 2004 als "The facebook". De naam komt van de facebook-directories (Nederlands: "smoelenboek") die vaak op intranetten zijn te vinden. Een van de oprichters was Zuckerberg, de andere oprichters waren Eduardo Saverin, Andrew McCollum, Dustin Moskovitz en Chris Hughes. Binnen 24 uur nadat "The facebook" was opgericht hadden al 1.200 studenten zich geregistreerd, waarna dit aantal snel verder groeide. In eerste instantie konden alleen nog studenten van het Harvard College lid worden, maar al snel werd dit uitgebreid tot de gehele Harvard-universiteit, vervolgens naar andere universiteiten in Boston en de hele Ivy League. Nog enige tijd later werden studenten van de meeste universiteiten in de VS en Canada toegelaten. In augustus 2005 werd de domeinnaam Facebook.com opgekocht voor $200.000.

### Groei
In september 2006 werd Facebook geheel openbaar. Vanaf toen kon iedereen van dertien jaar en ouder zich op de site registreren, hoewel deze leeftijdsgrens is blijven variëren afhankelijk van de lokale wetgeving.
Facebook was in 2007 een van de eerste virtuele gemeenschappen die een publieke web-API aanbood onder de naam Facebook Platform, een manier voor derden om gebruik te maken van de data van Facebook in een eigen (web)applicatie. Dit was een groot succes, wat tot uiting kwam in populaire Facebook-applicaties als FarmVille, CityVille, Gardens of Time en Pet Society. De meeste van deze applicaties werden uitgegeven door Zynga en Playfish. Veel andere virtuele gemeenschappen, waaronder het Nederlandse Hyves, hebben destijds ook dergelijke API's gelanceerd. Google lanceerde in datzelfde jaar zijn variant OpenSocial.
Facebook is sinds mei 2008 ook in het Nederlands te raadplegen. Spaans, Duits en Frans waren de eerste talen waarin Facebook werd vertaald.
Het aantal Facebook-leden nam enorm toe vanaf 2007. In april 2009 had Facebook meer dan 200 miljoen actieve gebruikers en in juli 2010 had het half miljard gebruikers. In 2012 had Facebook ongeveer 1 miljard gebruikers. Eind juni 2017 behaalde Facebook twee miljard actieve gebruikers.

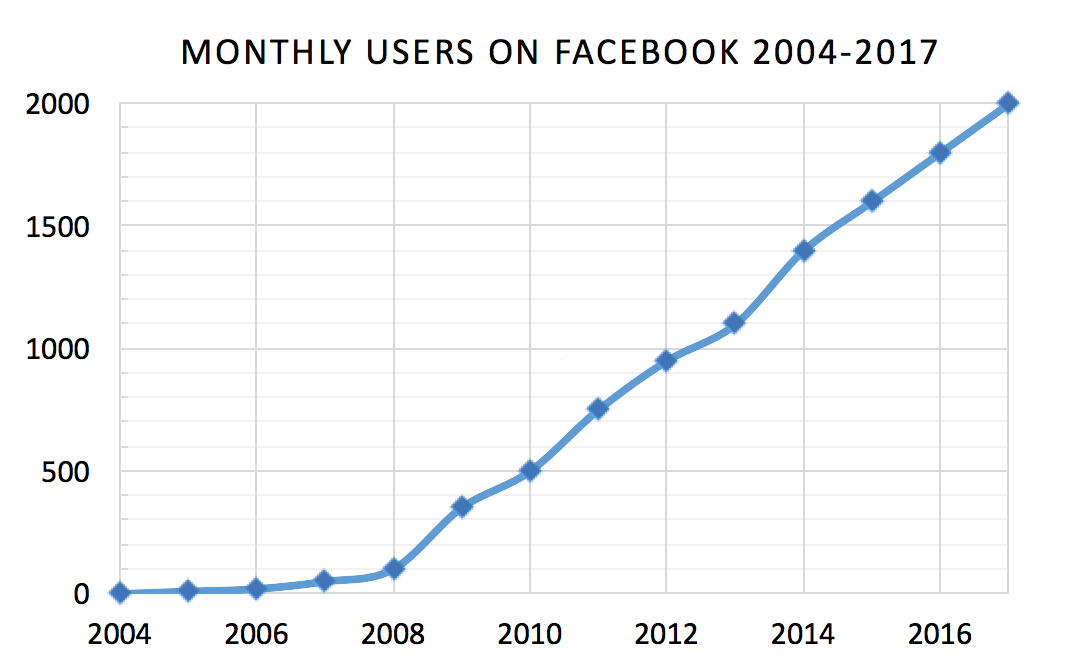
Toename aantal gebruikers Facebook (in miljoen) 2004-2017

In 2016 kreeg Facebook - na de verkiezing van Donald Trump van zijn eerste termijn als president van de USA - veel kritiek op de hoeveelheid nepnieuws en desinformatie dat op het platform circuleerde in aanloop naar de verkiezingen. Facebook had toen al een algoritme dat onwelgevallige posts verwijderde of moeilijker vindbaar maakte, maar dit algoritme werd ook bekritiseerd vanwege de onnavolgbare beslissingen die het deed. Daarop besloot Facebook nieuwsorganisaties te benaderen om factchecks uit te voeren op posts. In Nederland werd hiervoor nu.nl en Universiteit Leiden gevraagd en in België waren dat Knack en VRT. Het Belgisch-Amerikaanse Lead Stories werd ook gestrikt maar richtte zich op de Amerikaanse markt.
Op 7 januari 2025 kondigde Mark Zuckerberg aan dat Facebook (en Instagram) de samenwerking met fact-checkers in de VS ging vervangen door "community notes" zoals ook het geval is bij X en dat beleidsregels omtrent de onderwerpen migratie en gender werden versoepeld om zodoende meer ruimte te geven aan de vrijheid van meningsuiting. Hij was van mening dat factcheckers politiek te vooringenomen waren en dat de regels omtrent inclusiviteit juist werden gebruikt om meningen te censureren. Critici zien hierin vooral een toenadering richting Trump, enkele dagen voor diens inauguratie voor zijn tweede termijn. Trump en de Republikeinse partij hebben veelvuldig kritiek geuit op Zuckerberg en heeft gedreigd met vervolging als Zuckerberg in zijn ogen nogmaals de Democraten bevoordeelt. Het European Fact-Checking Standards Network (EFCSN), waartoe o.a. Knack, VRT en AFP behoren wees er op dat Meta bepaalt wat er met berichten gebeurt die voorzien zijn van een label en dat Meta in 2024 nog zeer tevreden was met de behaalde resultaten.
| Datum          | Aantal actieve gebruikers |
| -------------- | ------------------------- |
| december 2004  | 1 miljoen                 |
| december 2005  | 5,5 miljoen               |
| december 2006  | 12 miljoen                |
| april 2007     | 20 miljoen                |
| oktober 2007   | 50 miljoen                |
| augustus 2008  | 100 miljoen               |
| juli 2009      | 250 miljoen               |
| september 2009 | 300 miljoen               |
| juli 2010      | 500 miljoen               |
| juli 2011      | 750 miljoen               |
| oktober 2012   | 1 miljard                 |
| juni 2017      | 2 miljard                 |
| december 2019  | 2,5 miljard               |

## Functies

### Registreren / deactiveren / verwijderen profiel
Op Facebook kun je een profiel aanmaken door je te registreren met opgave van je e-mailadres. Bij zowel bezoek aan de website als bij registratie plaatst Meta cookies, software en identificatoren op je computer of mobiel, en op de internetbrowser van je computer of mobiel. Deze cookies verzamelen gegevens (onder andere big data) waarmee het bedrijf inzicht krijgt in onder meer gegevens over je gebruik van andere websites en andere apps - dit verzamelen gebeurt ongeacht of je nu geregistreerd of ingelogd bent of niet. Het registreren geeft je de mogelijkheid om Facebook te gebruiken, dat wil zeggen connecties maken met andere profielen, voorkeuren (likes) delen, gegevens publiceren op je tijdlijn, reageren op andermans tijdlijn.
Bij het deactiveren blijven alle gegevens bewaard. Cookies blijven actief en bij opnieuw aanmelden zullen de oude gegevens weer beschikbaar zijn.
Het eigen profiel met alle op de tijdlijn geplaatste foto's en teksten geheel verwijderen kan ook. Dit kan 90 dagen in beslag nemen. Reacties op andermans 'tijdlijn' worden daarmee niet verwijderd, evenmin als alle geplaatste cookies. Er is echter geen garantie dat Meta al je informatie verwijdert.
Nota bene, Meta onwelgevallige profielen worden door de organisatie verwijderd.

### Omslagfoto en profielfoto
Bovenaan de pagina staat een omslagfoto (cover photo), weergegeven met een breedte van 851 pixels en een hoogte van 315 pixels. Als de oorspronkelijke afbeelding een minder langwerpige beeldverhouding heeft, dan vallen boven en onder stroken weg. De hele afbeelding kan men zichtbaar maken door erop te klikken.
De profielfoto (profile picture) wordt vierkant weergegeven met een afmeting van 160 pixels. Deze wordt links onder grotendeels over de omslagfoto weergegeven. Als iemand op Facebook een reactie plaatst, verschijnt zijn of haar profielfoto steeds ernaast in verkleinde vorm.

### Privacy
Een gebruiker heeft de mogelijkheid om in te stellen wie onderdelen van de door hem of haar verstrekte informatie kan zien (publiekselectie), en in hoeverre hij of zij wordt geconfronteerd met activiteiten van anderen.

### Berichten
Leden kunnen elkaar berichten zenden, als een soort e-mail of sms.

### Notities
Een lid kan een tekst, eventueel met afbeeldingen, creëren als Notitie. Er is links op de profielpagina een vak voor Notities, die bij aanklikken de hele paginabreedte beslaat. Er kan worden aangegeven of de Notitie al of niet tevens in de Tijdlijn moet komen. Een notitie kan achteraf bewerkt worden. Dit bewerken is niet als activiteit zichtbaar te maken, en oude versies zijn niet meer te raadplegen. De datum en tijd zijn die van het oorspronkelijke aanmaken. Een alternatief is om voor de nieuwe versie van de inhoud een nieuwe notitie te maken.

### "Leuk vinden" en aanverwante functies
Een andere standaardfunctie is dat een Facebook-lid bij elke voor hem toegankelijke post kan aangeven dat hij dit "leuk" vindt (ook wel aangeduid als liken), door op het standaardpictogram met een omhooggestoken duim te klikken. Anderen kunnen zien wie de post "leuk" vonden. Deze functionaliteit is tevens beschikbaar voor posts die men zelf geplaatst heeft. Als een tijdlijn niet alles maar alleen hoogtepunten bevat kan het aantal leden dat iets "leuk" vindt mede bepalen of het in de tijdlijn wordt opgenomen en hoe hoog het op de tijdlijn komt. Liken en andere positieve vermeldingen op de tijdlijn, zoals verjaardagen, geven ook een positieve beloning en maken dat mensen terugkomen op Facebook.
Sinds februari 2016 zijn naast de 'like button' ook de pictogrammen 'geweldig', 'grappig', verbluffend', 'verdrietig' en 'boos' opgenomen, voor als de post geen vrolijk, maar bijvoorbeeld wel een interessant, spraakmakend of aangrijpend bericht is.

### Nieuwsoverzicht
Het Nieuwsoverzicht (News Feed) op de startpagina meldt, afhankelijk van de instellingen, activiteiten van vrienden. Inmiddels bepalen algoritmen wat hoog op de startpagina komt en wat lager.

### Live
Sinds maart-april 2016 kunnen gebruikers van Facebook live video's streamen. Dit heeft vooral voor bekende personen veel meerwaarde.

### Zoeken
In de balk linksboven kunnen zoekvragen of zoekwoorden ingevoerd worden of personen worden gezocht. Met de search filters kan gericht worden gezocht.

### Advertentieprogramma Beacon
Begin november 2007 introduceerde Facebook een advertentieprogramma genaamd Beacon. Hiermee worden advertenties getoond op basis van voorkeuren en gedrag van gebruikers en vrienden. Na een paar weken ontstond er commotie bij de gebruikers van Facebook wegens het schenden van de privacy van de gebruikers met Beacon. De nieuwe toepassing zorgde ervoor dat het aankoopgedrag van de gebruikers bij tientallen andere onlinewinkels aan hun vrienden werd getoond. Dit gebeurde zonder duidelijke aankondiging of toestemming. De onlinegemeenschap startte een online protestactie. Na protesten van gebruikers en een petitie van ruim 50.000 gebruikers wijzigde Facebook eind november het advertentieprogramma en maakte het gebruiksvriendelijker.

### Selecteren doelgroepen van accounts
Selecteren van accounts door doelgroepselectie met een schatting van de hoeveel mensen die worden bereikt. Indien er meerdere advertenties zijn wordt de advertentie met de hoogste totale waarde weergegeven.

### Tijdlijn
De Tijdlijn (Timeline) kwam als nieuwe functionaliteit beschikbaar in december 2011, eerst nog optioneel. Het is een chronologisch (van nieuw naar oud) overzicht van Facebookgebeurtenissen, zoals berichten en foto's die de gebruiker plaatst, met reacties daarop (waaronder het leuk vinden) en het wijzigen van de profielfoto, met de nieuwe foto. Aan het eind staat de geboortedatum (met de geboorte standaard weergegeven als eerste gebeurtenis).

### Pagina
Het woord Pagina heeft op Facebook een speciale betekenis. Pagina's zijn voor bedrijven, merken en organisaties zodat ze hun verslagen kunnen delen en met mensen kunnen communiceren. Alleen officiële vertegenwoordigers kunnen een Pagina maken. De auteur van de Pagina kan vervolgens rollen toewijzen aan andere mensen om te helpen met het beheer.

## Informatie

### Echtheid
Facebook schrijft voor dat men zijn eigen naam gebruikt en dat ook de andere persoonsgegevens kloppen. Niet iedereen houdt zich daaraan, de politie ook niet.
Soms worden nepaccounts aangemaakt voor positieve of negatieve profilering of het verspreiden van desinformatie.

### Geboortedatum
Bij inschrijving als lid moet men zijn geboortedatum opgeven. Personen onder de 13 jaar kunnen geen lid worden. Voor wie jonger is kan dit een reden zijn om niet de echte geboortedatum op te geven. Men kan apart kiezen voor wie de verjaardag te zien is, en voor wie het geboortejaar.

### Bewaarduur
Facebook biedt twee opties: een account deactiveren, of een profiel wissen. Deactiveert een gebruiker zijn account, dan blijft alle informatie op de Facebookservers bewaard. Als een gebruiker zijn profiel wist blijft sommige informatie nog drie maanden op de servers aanwezig. Alles wat een gebruiker ooit op een profiel van iemand anders plaatste blijft echter bestaan. Plaatst een Facebookgebruiker iets in een groep of op het prikbord van een ander, dan verdwijnt dat pas als ook die gebruikers hun profiel verwijderen.

### Verzamelen en koppelen van informatie
Naast de door de gebruikers ingevoerde gegevens en de gegevens van de adverteerders verzamelt Facebook gegevens zonder interventie van de gebruiker via smartphones, zoals locatiegegevens, telefoonnummers, foto's, video's en audio via de microfoon en camera van de smartphone. Klantgegevens worden geleverd door bedrijven en organisaties. Facebook verzamelt ook gegevens van mensen die niet op Facebook zitten.
Adverteerders kunnen advertenties tonen op basis van surfgedrag. Sommige bedrijven, bijvoorbeeld zorgverzekeraars, hebben de trackingpixel van Facebook op hun site geplaatst. Dit om gepersonaliseerde advertenties te tonen. Door de trackingpixel weet Facebook welke pagina's over bijvoorbeeld specifieke ziektes worden bezocht. Hierdoor kan een opgezochte kwaal worden gekoppeld aan de Facebook-accounts van bezoekers.
Door het inloggen op andere websites met het Facebook-account worden ook het gedrag en de interesses verzameld.

### Leveringen van informatie
Facebook levert de gegevens van accounts van gebruikers aan de Amerikaanse overheid. In november 2015 bleek uit een intern rapport dat er sinds een jaar of twee steeds meer verzoeken om persoonlijke gegevens van de regering kwamen.

### Monitoren van informatie
Met scansoftware worden berichten en conversaties gemonitord hetgeen op gespannen voet staat met gegevensbescherming.

### Onderzoeken met informatie
Facebook doet met de gegevens onderzoek op veel gebieden, zoals gebruikerservaring, artificiële intelligentie, social science.

### Voorspellen met informatie
Voorspellen op basis van complexe time series met de gegevens.
Met kunstmatige intelligentie wil Facebook voor adverteerders gaan voorspellen wanneer en wat een gebruiker eventueel wil gaan kopen. Hiervoor wordt een psychologisch profiel samengesteld gebaseerd op gebruikersdata. Dit dient bijvoorbeeld om te voorspellen of een gebruiker merkloyaal is. Op basis daarvan kan worden ingeschat wanneer iemand precies wil overstappen naar een nieuw merk. Op basis hiervan kunnen adverteerders berichten plaatsen in een poging dit te voorkomen. Andere adverteerders kunnen berichten plaatsen om hun merk onder de aandacht te brengen. Het psychologisch profiel zal in ieder geval gebaseerd zijn op locatie, apparaatinformatie, verbonden wifi-netwerken, videoverbruik, interesses en vriendschappen.

## Verdienmodel
Facebook verdient aan de geplaatste advertenties, in 2020 maakten advertentie-inkomsten zo'n 98% van de totale omzet uit. Met de verzamelde gegevens van gebruikers kunnen doelgericht advertenties worden getoond aan specifieke, geselecteerde doelgroepen.
Facebook slaat alle gegevens op die de gebruikers invoeren op servers in een eigen beheer. Deze gegevens worden gecombineerd in één grote database met alle informatie van adverteerders of sites waarmee Facebook samenwerkt.
Tegen betaling kan Facebook aan een adverteerder uit de database een gedetailleerde geselecteerde groep van Facebookaccounts aanbieden. Voor een nog betere doelgroepselectie kunnen bedrijven of organisaties eventueel de gegevens aanvullen met levering van eigen gegevens zoals klantgegevens (bijvoorbeeld mailadressen, telefoonnummers en huisadressen), koopgeschiedenis van gebruiker of bekeken items. Echter, het delen van klantengegevens zonder toestemming is in strijd met de privacywetgeving. De gebruikers krijgen de advertentie op hun Facebookpagina te zien. Een deel van de clicks op advertenties komt van bots.
Verder wordt geld verdiend met advertenties die op pagina’s van een grote groep gebruikers worden geplaatst, advertenties die naast zoekopdrachten worden getoond, advertenties waarvoor Facebook een beloning krijgt als een product wordt verkocht en er worden inkomsten gegenereerd als virtuele goederen of cadeaus in de games van Facebook worden gekocht.
Tegen betaling kan een persoonlijk bericht worden gestuurd naar iemand die geen vriend is. Ook tegen betaling wordt een bericht ‘promoted’ en blijft deze langer zichtbaar voor vrienden. Hoe vaak een bericht verschijnt in de Tijdlijn van vrienden, is afhankelijk van de populariteit van het bericht. Door te betalen kan een bericht toch onder de aandacht gebracht worden van alle vrienden.
Facebook verdient ook geld als gebruikers van andere sites via Facebook inloggen.
Gebruikers moeten 'verslaafd' worden aan Facebook, zodat ze de advertenties ook zien. Dit kan bijvoorbeeld door algoritmes die zorgen dat bijdragen, die om wat voor reden dan ook opvallen, meer aandacht krijgen. Want die zorgen voor meer emoties en reacties. Facebook maximaliseert bubbeling, polarisatie, extremisme en conflicten tussen mensen en maatschappijen omdat mensen door ophef maximaal blijven komen en klikken. Overreding wordt daardoor veel meer bepaald door emoties en veelvuldig herhalen dan door argumenten, feiten en bewijs, met het gevaar van manipulatie. Bij adverteren is het bereik voor naamsbekendheid, consideratie, voorkeur en aankoop bij de verschillende doelgroepen van belang.